# Megalodon
Megalodon (från grekiskans μέγας (megas, 'stor') och ὀδούς (odous, 'tand')), med det vetenskapliga namnet Otodus megalodon, är en utdöd broskfisk av släktet Otodus som antas ha levt för 16 till 3,6 miljoner år sedan, från Miocen till Pleistocen tid. Fisken torde ha varit den största rovfisken som någonsin levt då fossildelar indikerar att den kan ha varit uppemot 15 meter lång.
Djuret har placerats i ordningen Lamniformes men dess fylogeni (släktskap) är omdiskuterad. Den antas vara nära besläktad med vithajen (Carcharodon carcharias) (och tros ha sett ut som en kraftigare variant av densamma) då de fossiliserade tänder man funnit har stora likheter med vithajens dito. Megalodon var en toppkonsument och bitmärken på fossila ben av dess byten visar att den åt stora marina djur. Andra fossilbevis bekräftar att den utdöda jättefisken hade en kosmopolitisk utbredning.

## Upptäckt

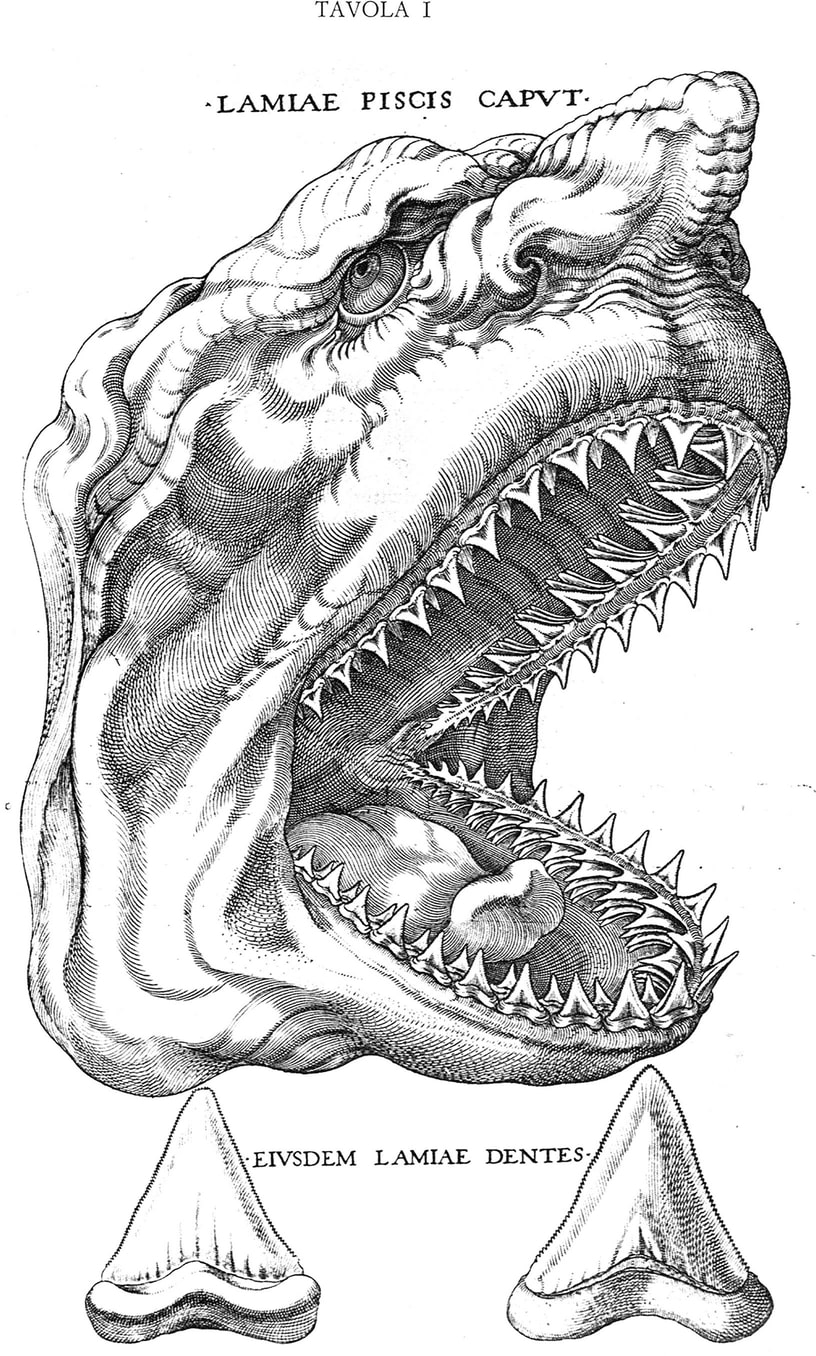
Avbildning av ett hajhuvud av Nicolaus Steno i hans verk Elementorum myologiae specimen.

Enligt redogörelser från renässansen troddes stora triangulära fossila tänder som ofta hittades inbäddade i stenformationer vara förstenade tungor eller tänder från drakar och ormar. Denna uppfattning korrigerades 1667 av den danska naturforskaren Nicolaus Steno som vedertog dem för antika hajtänder, och han skapade en avbildning av en hajs huvud inkluderande liknande tänder. Han nämnde sina fynd i en bok, Elementorum myologiae specimen, som även innehöll en illustration av en Megalodon-tand som tidigare trotts vara en förstenad tunga.
En schweizisk naturforskare, Louis Agassiz, gav år 1835, i sitt forskningsarbete Recherches sur les poissons fossiles (Forskning om fossila fiskar, färdigställt år 1943), hajen dess vetenskapliga namn grundat på dess stora tänder, morfologiskt sett liknande vithajens. Med grund i sina observationer förordnade Agassiz släktet Carcharodon till Megalodon; sålunda Carcharodon megalodon. Fisken kom dock att kallas endast Megalodon, och gör så än idag

### Fossil
Som med de flesta andra hajar var megalodonens skelett skapat av brosk snarare än ben vilket har resulterat i att fossiler generellt sett är dåligt bevarade och de flesta fossila fynden är därför tänder. Flera funna tandfossiler mäter över 180 mm diagonalt vilket ger de största tänderna från någon känd hajart. Några få ryggrader har dock också upptäckts; den mest kända en delvis bevarad ryggrad funnen i Belgien 1926. Därför vet man att ryggradscentret på en megalodon kunde vara över 225 mm i diameter.
Megalodonfossil har hittats runtom hela världen, bland annat i: Europa, Nordamerika, Sydamerika, Puerto Rico, Kuba, Jamaica, Australien, Nya Zeeland, Japan, Afrika, Malta, Grenadinerna och Indien. Djurets tänder har även grävts ut från regioner långt ifrån fastlandet, såsom i Marianergraven i Stilla havet. Fossila tänder av fisken har även påträffats i Gram (Danmark).
De äldsta fossilen av megalodoner har rapporterats från det sena oligocena skiktet, medan andra yngre fynd kopplas samman med Pleistocen tid. Man tror att jättefisken också dog ut under den senare nämnda tiden, förmodligen för omkring 1.5 miljoner år sedan.

## Storlek

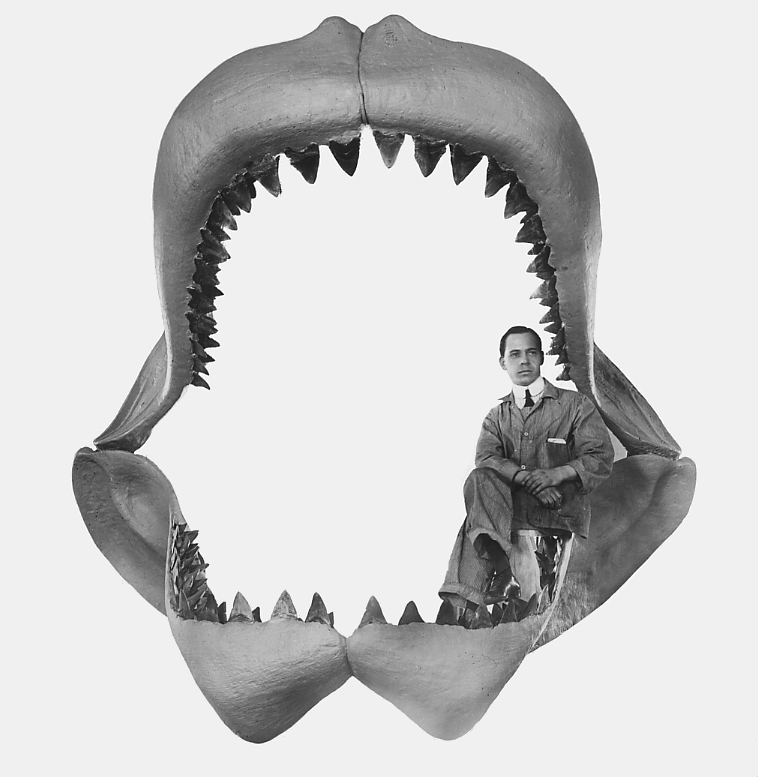
Rekonstruktion av en Megalodon-käke, gjord av Bashford Dean 1909.

Att beräkna megalodonens storlek är kontroversiellt och ganska svårt. Från de vetenskapliga undersökningar man har gjort har man dock kommit fram till att den var större än valhajen, Rhincodon typus. Det första försöket att rekonstruera hajens käke gjordes av professor Bashford Dean år 1909 och från dimensionerna av hans käkrekonstruktion troddes megalodonens storlek vara omkring 30 meter. När nya fossil upptäcktes, och man gjorde framsteg inom ryggradsvetenskapen, troddes dock denna käkrekonstruktion vara felaktig. De främsta anledningarna till det var att:
1. Man hade relativt dålig vetskap om megalodonens bett vid Deans levnad.[20]
2. Dean hade använt felaktiga muskelstrukturer.[20]

Man menade att en korrigerad version av Deans käkmodell, om djurets bett skulle stämma överens med moderna fynd av dess släkting hajens, skulle vara omkring 70% av dess ursprungliga storlek . För att försöka lösa problemen med felberäkningar av megalodons storlek introducerade nu forskare, med hjälp av nya fossilupptäckter och förbättrad kunskap om djurets närmaste nu levande motsvarigheters anatomi, mer kvantitativa metoder baserat på de statistiska relationerna mellan tandstorlekarna och kroppslängden hos bland annat vithajen.
De existerande fossilbevisen pekade då på att megalodonen förmodligen blev längre än 16 meter, men knappast 30 meter. År 1994 påstod dock marinbiologen Patrick J. Schembri att jättefisken kan ha blivit uppemot 25 meter lång; alltså inte långt från den tidigaste storleksberäkningen. Andra forskare, Michael D. Gottfried, Leonard J. V. Compagno och S. Curtis Bowman, var mer försiktiga och uttryckte att djuret max kunnat bli 20.3 meter lång. Samma forskarlags metod för att beräkna vikten indikerar att den med denna längd kunde ha haft en kroppsmassa på 103 ton. Av de sammantagna, något olika skattningarna av jättefiskens storlek, står det ändå klart att megalodonen är den största hajfisk som någonsin funnits, och är bland de största kända fiskarna som levt i världshaven.

## Utbredning

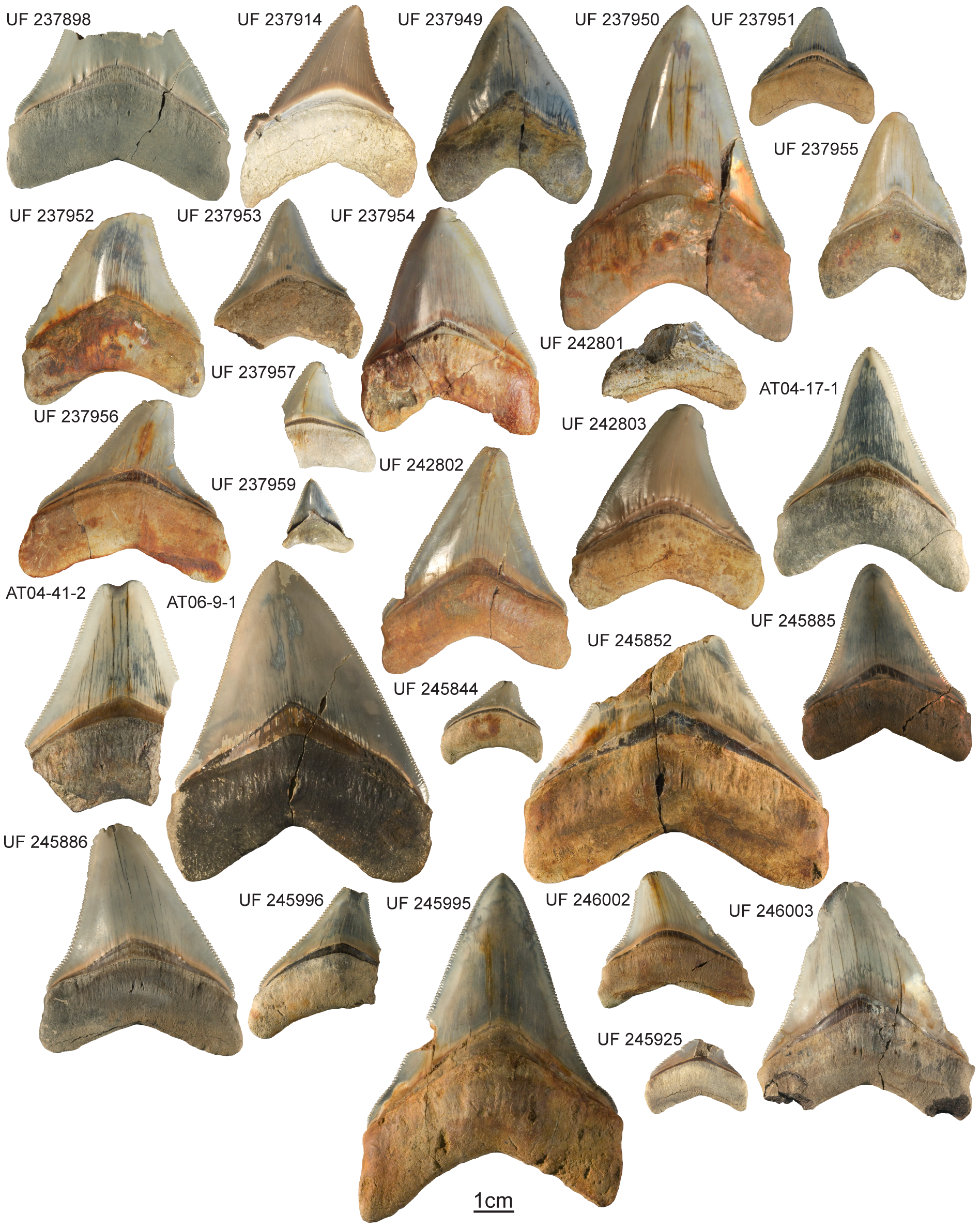
Samling tänder från juvenila Megalodon från ett förmodat uppväxtområde i Panama.

C. megalodon var en pelagisk fisk som först och främst levde i tempererade och varma vattenmiljöer.  Före bildandet av Panamanäset var dock oceanerna varmare och detta skulle ha gjort det möjligt för arten att frodas i alla världens oceaner. Fossilerna av arten bekräftar också att den var en kosmopolit.
Jättefisken hade tillräcklig beteendemässig flexibilitet för att bebo många olika marina miljöer som grunda kustvatten, uppvällningar, sumpiga kustlaguner, sandiga kuststräckor och kustnära djupvattensmiljöer, vilket gav förutsättningar för en obeständig, omväxlande livsstil. Fossila bevis tyder ändå på att artens föredragna uppväxtområden förmodligen var kustmiljöer i varma vatten, där potentiella hot var små och där det fanns gott om mat. Som de flesta hajar födde arten förmodligen levande ungar och storleken på en nyfödd unges fossila tand indikerar att ungarna var mellan två och tre meter långa vid födseln. En ung individ åt mestadels fisk, jättesköldpaddor, dugonger och små valar. När den närmade sig fullvuxen ålder föredrog den till största del områden längs kusten där den kunde jaga stora valar, en så kallad ontogenisk koständring. Uppväxtområden för megalodoner har identifierats i Gatunformationen i Panama, i Calvertformationen i Maryland och Bone Valley i Florida.

## Föda

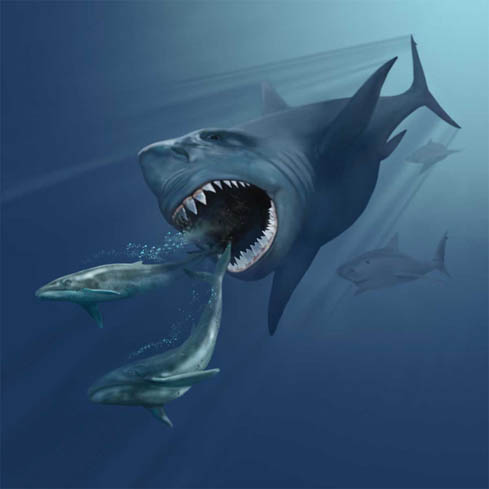
Konstnärlig framställning av en megalodon som jagar två valar av släktet Eobalaenoptera.

Megalodon antas ha jagat valar och stora fiskar, men även föregångare till säl och sjölejon.
Hajar är i de flesta fall opportunistiska rovdjur som äter det de kommer över. Forskare har dock menat att megalodon "förmodligen [var] den mest formidabla köttätare som någonsin har existerat". Faktorerna stor storlek, förmåga att simma fort och kraftiga käkar tillsammans med formidabla dödarapparaturerand pekar på att Megalodon var en toppkonsument med förmågan att konsumera en mängd olika djur.
Fossila bevis indikerar att megalodon jagade valar (såsom kaskeloter, grönlandsvalar, Cetotherium, Squalodon, fenvalar, och Odobenocetops) delfiner och tumlare, sirendjur, sälar, och havssköldpaddor. På grund av dess storlek skulle megalodonen huvudsakligen ha ätit större djur, och valar var förmodligen ett viktigt byte. Många valben har hittats med klara tecken på stora bett som gjorts av tänder som stämmer överens med megalodons och olika utgrävningar har blottlagt tänder av arten som ligger nära tuggade valåterstoder, och ibland precis jämte dem. Likt andra hajar kan den även ha varit fiskätare och hade förmodligen även en kannibalisk tendens.